# Rudi Assauer
Rudolf „Rudi” Assauer (n. 30 aprilie 1944, Sulzbach-Altenwald – d. 6 februarie 2019, Herten) a fost un fotbalist profesionist german, care între 1964 și 1976 a jucat pentru Borussia Dortmund și Werder Bremen, un total de 307 meciuri Bundesliga. Ulterior, a activat ca manager la Werder Bremen, FC Schalke 04 și, la cea de-a doua divizie, pentru VfB Oldenburg. Autobiografia sa a fost publicată în 2012, în care este discutată boala sa, boala Alzheimer.

## Legături externe
- Rudi Assauer pe site-ul WorldFootball.net
- de Rudi Assauer la fussballdaten.de